# カーリー西條
カーリー西條（カーリーさいじょう、1949年5月3日 - ）は、アメリカ出身の料理研究家・タレント。愛称は『カーリーおばさん』。アバンセ所属。

## 来歴・人物
オレゴン州ユージンに生まれ、幼少時代は南部のテキサス州で過ごす。南北戦争で有名なロバート・E・リー将軍の末裔にあたるという。父親は航空エンジニアで、ジェミニ設計・アポロの設計・スペースシャトルの耐熱タイルを考案した。
両親は敬虔なクリスチャンで、捨て子を預かったのをきっかけに、身寄りのない子供達を養子として引き取り、ついには40人あまりの兄弟姉妹となる。様々な人種の兄弟と分け隔てなく育てられ、心から人と接することを学ぶ。
幼いころから英才教育を受け、特に料理はフランス、イタリア料理をはじめとして基本から学ぶ。
誰に勧められるでもなく日本文化に興味を持ち、日本に関する書物を700冊余りも読み、それでも飽き足らずサンディエゴ大学（医学部脳外科）4年生の時に、お茶やお琴などの日本文化を学ぶために1年間の予定で来日。しかし、まもなく夫と知り合い、両親の猛反対を押し切り結婚、日本国籍を取得する。夫も旧家の出身であり、姑の元で日本料理をはじめとして日本の文化・伝統・習慣などを躾られる。
1989年〜91年、辻料理学園の講師を務める。日米文化交流、子育て、いじめ問題、老人問題などにも意欲的に取り組んでいる。

## 出演番組
- 森田一義アワー 笑っていいとも!（フジテレビ系、1993年7月～1994年3月『カーリーおばさんの日本文化講座』レギュラー）
- お願いデーモン!（フジテレビ系）
- えいごでしゃべらないとJr.（NHK総合）
- いつみても波瀾万丈（日本テレビ系）
- ウォッチ!（TBS系）
- どっちの料理ショー（よみうりテレビ制作・日本テレビ系）
- レディス4（テレビ東京系）
- ダウトをさがせ!（TBS系）
- 世界とんでも!?ヒストリー（テレビ朝日系）
- きょうの料理（NHK総合） - 講師
- クイズ地球まるかじり（テレビ東京系）
- 若い人（テレビ東京系）

ほか

## 著書
- レッツ・クッキングリッシュ
- バイリンガルクッキング
- カーリーおばさんのアメリカ家庭料理